# سهل بن محمد
سهل بن محمد بن سهل بن محمد ابن مالك البارقي الأزدي(559هـ - 639هـ / 1164م - 1242م)، أبو الحسن: فقيه مالكي، ومحدث، ونحوي، وأديب، من الكتاب الشعراء. أندلسي من أهل غرناطة، ووفاته بها. تنقل بينها وبين إشبيلية، ومرسية، ومالقة، ورحل إلى مراكش، والشام، وغيرها لسماع الشيوخ، وكان رأس الفقهاء في الأندلس من أسرة علمية ذات جاه وثراء، وفيه لسان الدين بن الخطيب يقول:«كان رأس الفقهاء وخطيب الخطباء البلغاء، وخاتمة رجال الأندلس. تفنّن في ضروب من العلم، وبالجملة فحاله ووصفه في أقطار الدنيا، لا يجمله أحد، فحدّث عن البحر ولا حرج، ضنّ الزمان أن يسمح برجل حاز الكمال مثله». وكان من تلامذته:الرعيني وابن الشعار وابن الأبار وابن سعيد المغربي، وفيه ابن الأبار يقول:«كَانَ مِنْ جِلَّةِ العُلَمَاءِ والأئمة البلغاء الخطباء، مع التفنن فِي العُلُوْمِ، وَكَانَ رَئِيْساً مُعَظَّماً جَوَاداً».وقال ابن عبد الملك المراكشي:«وكان كريمَ النفْس، نزيهَ الهِمّة، حَصيفَ الرأي، شريفَ الطِّباع، وَجيهًا مبرورًا، مُعظَّمًا عندَ الخاصّةِ والعامّة».
ولع بالأدب والشعر ثم أقبل على علم الفقه والحديث والعربية، فاشتهر اسمه حتى صار إمام زمانه، وفيه ابن عبد الملك المراكشي يقول:«كان من أعيانِ مِصرِه، وأفاضلِ عَصْرِه، تفنُّنًا في العلوم وبراعةً في المنثورِ والمنظوم، محُدِّثًا ضابِطًا عَدْلَا ثقةً ثَبْتًا، حافظًا للقرآنِ العظيم مجُوّدًا له، متقدِّمًا في العربيّة، وافرَ النّصيب من الفقه وأصُولِه، كاتبًا مُجيدَ النَّظم في مُعرَب الكلام وهَزَليِّه، ظريفَ الدُّعابة مليحَ التندير، له في ذلك أخبارٌ مُستطرَفةٌ متناقَلة، ذا جِدَةٍ ويَسَار، متينَ الدِّين تامَّ الفَضْل واسعَ المعروف عميمَ الإحسان، تصَدَّق عند القُرب من وفاتِه بجُملةٍ كبيرة من مالِه ورِباعِه، وله وِفادةٌ على مرّاكُش».
امتحن أيام محمد بن يوسف بن هود، فغرب إلى مرسية، فسكنها مدّةً طويلة إلى أن هلَكَ ابن هود سنةَ 635 هـ، فعاد أبو الحَسَن سَهْلٌ إلى بلِده في رمضانِ السنة.ومن آثاره: ديوان شعر كبير، وكتاب تعاليق على المستصفى في أصول الفقه، وكتاب في العربية على ترتيب كتاب سيبويه، ولم يكمله، رآه الرعيني، وأورد مختارات حسنة من شعره، وجاء في كلامه عنه: «أجازني جميع ما ألف نظما ونثرا، وأخرج لي رقاع شعره وترسيله وأخذت عنه كثيرا من نثره في الرسائل السلطانيات والإخوانيات».وكانت وفاته في غرناطة يوم الأربعاء الثالث عشر من ذي قعدة سنة تسع وثلاثينَ وست مئة، ودفن بمقبرة شقستر عن عمر ناهز الثمانين عاماً.

## النسب
- هو: سهل بن محمد بن سهل بن محمد بن أحمد بن إبراهيم بن مالك البارقي الأزدي،[12][13] ينتهي نسبه إلى بارق بن حارثة بن عمرو مزيقياء الأزدي، ومزيقياء من ملوك العرب في الجاهلية.[14][15]
- حفيده: محمد بن محمد بن سهل (662هـ - 730هـ): وزير، من الفقهاء الوجهاء، وفيه ابن كثير يقول: «الوزير العالم أبو القاسم‌ مُحَمَّدُ بْنُ مُحَمَّدِ بْنِ سَهْلِ بْنِ مُحَمَّدِ بْنِ سَهْلٍ الْأَزْدِيُّ الغرناطي الأندلسي، من بيت الرئاسة وَالْحِشْمَةِ بِبِلَادِ الْمَغْرِبِ، قَدِمَ عَلَيْنَا إِلَى دِمَشْقَ فِي جُمَادَى الْأُولَى سَنَةَ أَرْبَعٍ وَعِشْرِينَ، وَهُوَ بعزم الحج، فسمعت بِقِرَاءَتِهِ صَحِيحَ مُسْلِمٍ فِي تِسْعَةِ مَجَالِسَ عَلَى الشَّيْخِ نَجْمِ الدِّينِ بْنِ الْعَسْقَلَانِيِّ. قِرَاءَةً صَحِيحَةً، ثُمَّ كَانَتْ وَفَاتُهُ فِي الْقَاهِرَةِ فِي ثَانِي عِشْرِينَ الْمُحَرَّمِ، وَكَانَتْ لَهُ فَضَائِلُ كَثِيرَةٌ فِي الْفِقْهِ وَالنَّحْوِ وَالتَّارِيخِ وَالْأُصُولِ، وَكَانَ عَالِيَ الْهِمَّةِ شَرِيفَ النَّفْسِ مُحْتَرَمًا بِبِلَادِهِ جِدًّا، بِحَيْثُ إِنَّهُ يولى الملوك ويعزلهم، ولم يل هو مباشرة شيء وَلَا أَهْلُ بَيْتِهِ، وَإِنَّمَا كَانَ يُلَقَّبُ بِالْوَزِيرِ مجازا».[16]

## ثناء الأئمة عليه
أثنى على أبو الحسن سهل معاصروه من أقرانه، وتلامذته، والأئمة الكبار من بعده. ومن ذلك:
- قال الرعيني (ت 632 هـ):«شيخنا أبو الحسن هذا من عليه الأعلام، وبقية المشيخة الجلة الكرام؛ قرأ كثيراً وسمع، وتقدم في كثير من المعارف وبرع، وسما قدره في الأكابر وارتفع، مفخرة بلده وسواه، وروض ' علم وأدب تكلف به النفوس وتهواه طال عمره، وطالب ذكره،  وعم إحسانه وبره، وعظم بالصدقات التي بذلها عند وفاته أجره. صحبته – رحمة الله عليه – زماناً طويلاً، وخبرت منه دينا متياً، ونظراً في المعقولات أصيلاً، ومذهباً في اقتناء الفضائل جميلا».[17]
- قال ابن الشعار (ت 654 هـ):«كان من العلماء الأفاضل المتفنّين في عصره، إمامًا في البلاغة، والخطابة، والشعر، والكتابة، قادرًا على إنشاء الكلام نظمًا ونثرًا، فقيهًا مالكي المذهب، عارفًا بأصول الدين، وأصول الفقه، مقدمًا في علم الأدب والعربية، مبرزًا في علم المنطق والجدل».[18]
- قال ابن الأبار (658 هـ):«كَانَ مِنْ جِلَّةِ العُلَمَاءِ والأئمة البلغاء الخطباء، مع التفنن فِي العُلُوْمِ، وَكَانَ رَئِيْساً مُعَظَّماً جَوَاداً».[19]
- قال ابن سعيد المغربي (ت 685 هـ):«لو لم تأت غرناطة إلا بهذا الجليل المقدار، لكان حسبها في العلم والجود والرياسة وجميع أنواع الافتخار. وبرع في العلوم الحديثة والقديمة، وبنى ببلده أعظم أرومة؛ وأكتسب العز والمال، وبلغ بين نظرائه مبلغ الكمال. وكانت له وفادة على الملوك. وله في الخطابة مقامات مشهورة، ومقامات مذكورة».[20]
- قال ابن عبد الملك المراكشي (ت 703هـ):«كان من أعيانِ مِصرِه، وأفاضلِ عَصْرِه، تفنُّنًا في العلوم وبراعةً في المنثورِ والمنظوم، محُدِّثًا ضابِطًا عَدْلَا ثقةً ثَبْتًا، حافظًا للقرآنِ العظيم مجُوّدًا له، متقدِّمًا في العربيّة، وافرَ النّصيب من الفقه وأصُولِه، كاتبًا مُجيدَ النَّظم في مُعرَب الكلام وهَزَليِّه، ظريفَ الدُّعابة مليحَ التندير، له في ذلك أخبارٌ مُستطرَفةٌ متناقَلة، ذا جِدَةٍ ويَسَار، متينَ الدِّين تامَّ الفَضْل واسعَ المعروف عميمَ الإحسان، تصَدَّق عند القُرب من وفاتِه بجُملةٍ كبيرة من مالِه ورِباعِه، وله وِفادةٌ على مرّاكُش».[8]
- قال أحمد بن إبراهيم بن الزبير الغرناطي (ت 708هـ):«وكان "رحمه الله" أديباً كاتباً بارعاً، مُفوهاً لسناً، يخطب ويتكلّم عن السلاطين بديهاً من غير رويّة، مع مشاركة في فنون العلم، وجمعه بين منظوم منها، ومفهوم إلى سجاجة أخلاق، وكرم نفس، وحسن عشرة، فاق بها أقرنه، فكان " رحمه الله" من آخر رجال الأندلس علماً وفضلاً، وج ا زلةً وكرماً، معظَّماً عند السلاطين، معلوم القدر لديهم».[11]
- ابن فضل الله العمري (ت 749هـ):«من أصل كريم يتيه على النجم ويشمخ، ويفخر على الصبح ويبذخ، وكانت له قدرة على تشقيق الكلام، وتحقيق ما يؤخذ عن مثله من الأعلام. كان لو شاء نزف البحار لما بلَّت بها اليد، أو نسف الجبال، لم يلقها طرفة عين مِروَده. رحبت به بقعة المسلمين بالأندلس، وكانت كالضريح، وأفهمت معارضيه، فكادت تكون كالصريح، ناهيك من رجل يزداد شغفاً به كلَّما فحص فاحص، وَشَرَفاً بأدبه كلَّما تطلَّع إلى النجوم شاخص».
- قال لسان الدين بن الخطيب (ت 776 هـ):«كان رأس الفقهاء وخطيب الخطباء البلغاء، وخاتمة رجال الأندلس. تفنّن في ضروب من العلم، وبالجملة فحاله ووصفه في أقطار الدنيا، لا يجمله أحد، فحدّث عن البحر ولا حرج، ضنّ الزمان أن يسمح برجل حاز الكمال مثله».[21]

## شيوخه وتلاميذه

### شيوخه

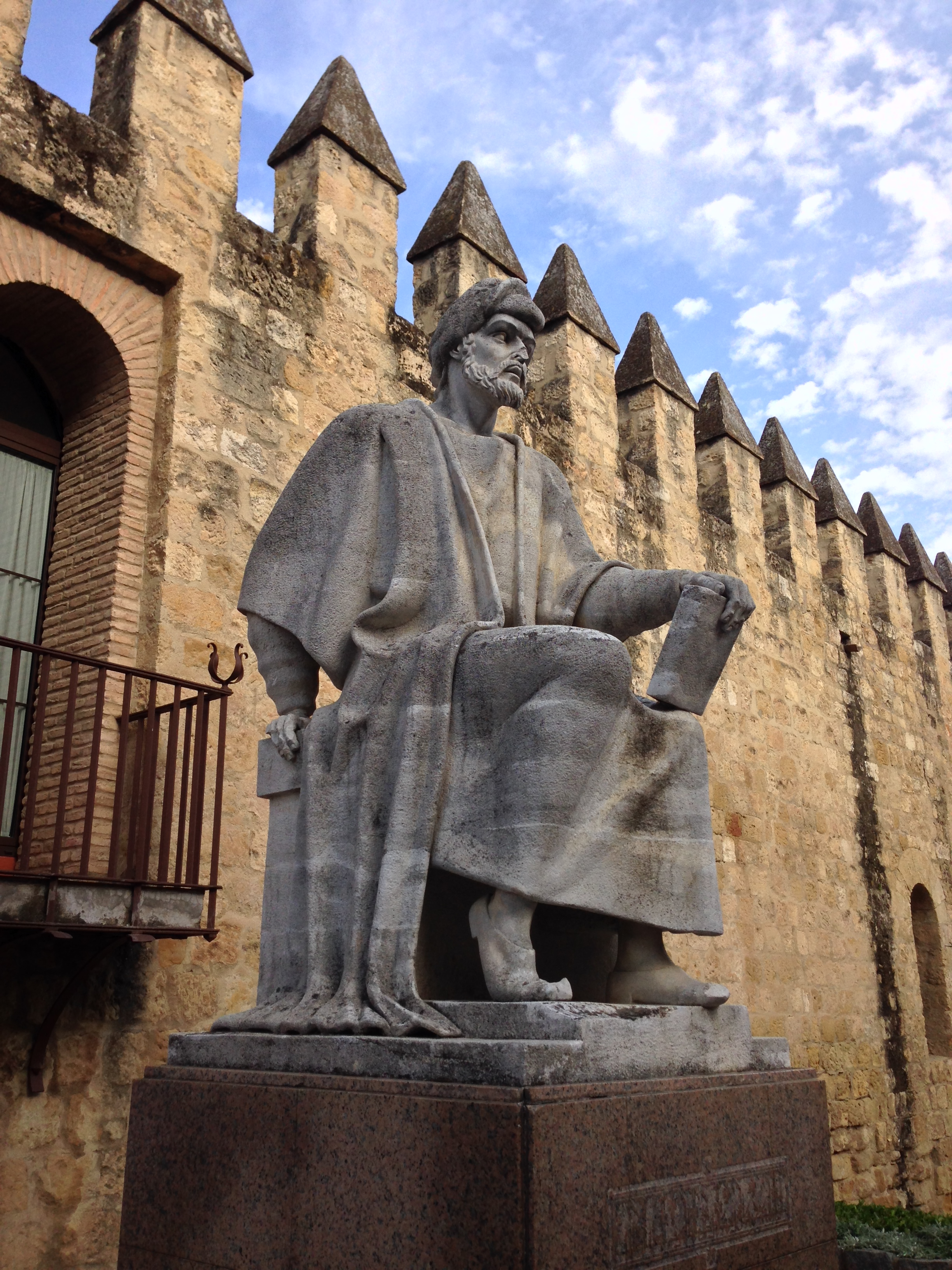
ابن رشد أكبر مشايخ سهل

لأبو الحسن سهل العديد من الشيوخ في القراءات والفقه وأصوله ورواية الحديث النبوي واللغة والفلسفة، فمن شيوخه:
- أبو القاسم السهيلي (508 هـ - 581هـ): لازمه سهل سنوات، وقرأ عليه الكثير من الكتب والمسموعات، وأجازه في الموطأ، وسمع عليه كتابَه الروض الأنف. وقرأ عليه الأشْعار السته؛ والحماسة؛ وكتاب الإيضاح؛ وكتاب النوادر لأبي عليّ القالي؛ ومقامات الحريري.
- ابن حبيش (504 - 584 هـ): وقرأ عليه الكثير من الكتب والمسموعات.
- ابن الفخار الأنصاري (511 هـ - 590 هـ): رافقه في سماع الحديث وقرأ عليه الموطأ.
- ابن مضاء (513 - 592 هـ): رافقه، وسمع منه كتابه المُشْرق في النحو الرد على النحويين.
- ابن رشد (520 هـ- 595 هـ): وعنه أخذ العلوم القديمة، وكان شديد الشغف به والإعجاب بفلسفته وفكره.
- أبو بكر بن الجد (496هـ - 586هـ): لازمه سهل مدة، وحضر دروسه الفقهية.
- ابن الفرس (524 هـ- 597 هـ): لازمه سهل سنوات.

ومن شيوخه أيضاً: عبد الحق الإشبيلي، وابن زرقون، وبركات بن إبراهيم الخشوعي، والقاسم بن عساكر، وطائفة.

### تلاميذه
اشتهر أبو الحسن سهل وكثر تلاميذه، ومن أشهر تلاميذه:
- الرعيني
- ابن الشعار
- ابن الأبار القضاعي
- ابن سعيد المغربي
- ابن الجَنان الأندلسي
- محمد بن أبي بكر البري
- أحمد بن إبراهيم بن الزبير الغرناطي
- ابن مسدي المهلبي
- ابن عبد الملك المراكشي

## مؤلفاته
- تعاليق على كتاب المُسْتَصْفَى في أصول الفقه للغزالي.
- كتاب في العربية رتبه على أبواب كتاب سيبويه.
- ديوان شعر.

## الوفاة
توفى أبو الحسن في غرناطة يوم الأربعاء الثالث عشر من ذي قعدة سنة تسع وثلاثينَ وست مئة، ودفن بمقبرة شقستر عن عمر ناهز الثمانين عاماً.